# 羅潘
羅潘（Ropen）是一種傳說生物，在巴布亞新畿內亞溫博伊島有目擊報道，而當地也流傳著羅潘的神話傳說。

## 描述
羅潘通常被描述長有類似蝙蝠翼膜的翅膀、長長的尾巴、有齒的喙以及尖爪，在一些目擊報告中，羅潘還具有生物發光的特性。

## 理論
喙嘴翼龍亞目：一些人相信，羅潘是已滅絕的喙嘴翼龍，這是一種在侏羅紀晚期-白堊紀早期滅絕的原始翼龍。
動物誤判：一些體型較大的動物，如：狐蝠、軍艦鳥，可能被驚恐的目擊者誤判為神秘生物。